# Bernd Gersdorff
Bernd Gersdorff (* 18. November 1946 in Berlin) ist ein ehemaliger deutscher Fußballspieler.

## Sportliche Laufbahn

### Vereinskarriere
Gersdorff begann im Verein beim SC Charlottenburg 1957 mit dem Fußballsport. Seine Laufbahn im Männerbereich startete 1965 in der Regionalliga Berlin beim Titelträger des Vorjahres Tennis Borussia. Für die Veilchen schoss er in 100 Spielen 45 Tore. Des Weiteren absolvierte er 13 Aufstiegsrundenspiele 1967 und 1968, in denen er drei Tore erzielte.
Er wechselte 1969 in die Bundesliga zu Eintracht Braunschweig. Sein Debüt im Oberhaus am 16. August 1969 (1. Spieltag) endete mit einer 2:3-Niederlage beim 1. FC Köln. Sein erstes Tor in der höchsten Spielklasse erzielte er eine Woche später im Heimspiel gegen Hannover 96 per Kopfstoß in der 90. Minute zum 1:1-Endstand. In Braunschweig wurde der Stürmer sogleich Stammspieler und machte auch den Deutschen Meister FC Bayern München auf sich aufmerksam.
Zur Saison 1973/74 wechselte er nach München und stand vom 1. bis 12. Spieltag jeweils in der Startformation. In dem legendären Spiel am 20. Oktober 1973 beim 1. FC Kaiserslautern (es endete trotz 4:1-Führung der Bayern mit 7:4 für den 1. FCK, weil diesem in der letzten halben Stunde noch sechs Treffer gelangen) schoss er die beiden ersten Tore. Es waren seine einzigen im Bayern-Dress und ein Spiel, das seinen Durchbruch hätte bedeuten können, wurde zu einer sensationellen Niederlage. Da er im Bayern-Sturm stets auf der von ihm ungeliebten Linksaußenposition eingesetzt wurde, wechselte er noch während der laufenden Saison Ende November 1973 vom späteren Deutschen Meister zurück zu Eintracht Braunschweig. Obwohl er erst spät in der Saison 1973/74 zurückkam, wurde er mit 35 Toren in nur 19 absolvierten Punktspielen (1,84 Tore pro Spiel) noch Torschützenkönig der Regionalliga Nord und hatte so großen Anteil an der Meisterschaft und dem Aufstieg in die Bundesliga.
Zur Winterpause der Saison 1976/77 wechselte er zu Hertha BSC. Bei den Berlinern entwickelte er sich zu einem der beliebtesten Spieler und blieb es bis zu seinem letzten Bundesligaspiel am 19. Januar 1980 (18. Spieltag). Mit der Begegnung Eintracht Braunschweig – Hertha BSC (3:1) und seiner Auswechslung in der 46. Minute gegen Holger Brück endete seine Erstligakarriere von 300 Spielen und 68 erzielten Toren in Deutschland. Zum Ausklang seiner Laufbahn wechselte er in die US-Fußball und war dort für San José Earthquakes, für die er Hertha bereits Mitte 1979 erstmals kurzzeitig verlassen hatte, und die San Diego Sockers in der Nordamerikanischen Soccer League (NASL) aktiv.

### Auswahleinsätze
Gersdorff nahm an den Spielen Norddeutschlands im DFB-Regionalpokal am 10. September 1969 und am 29. Oktober 1969 gegen Westdeutschland und Berlin teil. Bei dem 3:2-Sieg in der Zwischenrunde in Berlin schoss er beide Tore für die norddeutsche Auswahl. Das Turnier wurde aber nicht mehr beendet.
Am 3. September 1975 stand Gersdorff in der Startelf der A-Nationalmannschaft, die in Wien durch zwei Tore von Erich Beer, seinem späteren Mannschaftskameraden bei Hertha BSC, die Nationalmannschaft Österreichs mit 2:0 besiegte. Es blieb Gersdorffs einziges A-Länderspiel. Allerdings bestritt er am 8. Oktober 1975 noch ein Länderspiel für die B-Nationalmannschaft, die in Duisburg mit 2:0 gegen die Auswahl Rumäniens gewann.

## Erfolge
- Deutscher Meister 1974
- Meister der Regionalliga Nord 1974
- Torschützenkönig der Regionalliga Nord 1974

## Weiterer Werdegang
Nach seiner Zeit als aktiver Sportler arbeitete Gersdorff im Vertrieb des Sportartikelherstellers adidas. Ihm wurde dort 1987 in Norddeutschland die Vertriebsleitung in Norddeutschland offeriert. Später war er in der Kommunikation tätig. Der spätere adidas- und FC-Bayern-Boss Herbert Hainer war in Vertrieb und Marketing auf dieser beruflichen Station sein Vorgesetzter.
Von 2000 bis 2012 leitete er den Bereich Konzernkommunikation der Salzgitter AG, die er nach eigenen Angaben seit 1999 aufgebaut hatte, und war Konzernsprecher des Unternehmens. Zuvor hatte er 1996 ein Angebot des früheren Bayern-Managers Robert Schwan, der ihn einst von der schnellen Rückkehr vom FC Bayern zu Eintracht Braunschweig abhalten wollte, ein Angebot als Hertha-Manager erhalten, das Gersdorff aber ablehnte. Seit 2012 betreibt er in Braunschweig ein Marketing- und Kommunikationsunternehmen.

## Persönliches
Gersdorff ist verheiratet, hat drei erwachsene Kinder und wohnt in Braunschweig.